# 小磨刀
小磨刀（英語：Siu Mo To）是一個位於大嶼山以北的小島，跟大磨刀和匙羹洲合稱為大小磨刀。
在1990年代，為了興建赤鱲角新機場，大小磨刀被削平以避免影響飛機升降，以及取得沙石用作填海。現在該地無人居住，但有一個多普勒甚高頻全向無電信標及測距儀站（DVOR/DME station）（SMT, 114.8MHz）和公共直升機坪。